# 莉萨·许策
莉萨·许策（德語：Lisa Schütze，1996年10月5日—），德国女子曲棍球运动员。她曾代表德国国家队参加2016年夏季奥林匹克运动会女子曲棍球比赛，结果获得一枚铜牌。